# Ivan Suardi
Ivan Suardi (Seriate, 28 dicembre 1959 – Brembate di Sopra, 3 novembre 2017) è stato un compositore e musicista italiano, autore e produttore di opere musicali per film, documentari e spot tv.
Operava dal 1977 nel campo artistico e in tutti questi anni ha prodotto e composto circa 2500 opere per importanti realtà aziendali in Italia e all'estero (Mediaset, Rai, RCS ecc.). È stato nominato socio SIAE e socio onorario e autore di chiara fama dalla UIL (Unione nazionale scrittori e autori).

## Biografia

### Gli inizi
Originario di Azzano San Paolo in provincia di Bergamo e nato a Seriate. Nel 1967 riceve la sua formazione musicale prima in conservatorio poi quale privatista e contemporaneamente suona come pianista e tastierista in molte orchestre e gruppi lombardi, interpretando diversi generi musicali.
Cominciò a scrivere nel 1979, lavorando anche quale arrangiatore di musica leggera. Ha firmato diversi brani nei film: Amore 14 e Scusa ma ti voglio sposare di Federico Moccia, Immaturi - Il viaggio di Paolo Genovese, Non smettere di sognare di Luca Biglione e Herbert Simone Paragnani e nei film tv Tu mundo y el mio, Helene et les gargons, Call Center. Una banda di svitati, Corse dell'altro mondo, film sportivo con le emozioni delle grandi gare su due ruote e dei leggendari piloti. Le composizioni di Ivan Suardi sono state utilizzate in numerosissime fiction tv, telepromozioni e spot tv nazionali. 